# 續日本紀
《續日本紀》是日本平安時代編撰的官方史書，記載自文武天皇元年（697年）至桓武天皇延曆十年（791年）之間的歷史大事，菅野真道於延曆十六年（797年）完成，總計四十卷。是奈良時代的基本史料，正史「六國史」中的第二冊。《續日本紀》以日本天皇為主軸，〈上表文〉提到：「彰善癉惡，傳萬葉以作鑑」。意思跟中國北宋司馬光所主編的《資治通鑑》一樣，為帝王提供鑑戒。
《續日本紀》中所載對唐朝、新羅的外交頗為詳實，是研究唐代歷史不可或缺的史料。

## 外部連結
- 續日本紀 （页面存档备份，存于）